# Honda CB 350 Four
La CB 350 F (nota anche come CB 350 Four dalla targa identificativa presente sui fianchetti laterali) era una motocicletta prodotta dalla Honda. La moto era dotata di un motore quattro cilindri in linea trasversale a ciclo quattro tempi di 348 cm³. Questo motore derivava da quelli omologhi, ma di maggiore cubatura, già prodotti dalla stessa Casa.
Venne prodotta solamente nel biennio 1972 - 1974 e nel 1975 venne sostituita dalla più grande CB 400 F. Da notare che nello stesso periodo la Honda produceva delle motociclette, le CB 350 sempre di 350 cm³ di cilindrata (oltre che da 450 cm³), dotate di un motore bicilindrico che erano più potenti, leggere, veloci ed economiche della quattro cilindri. Quest'ultima però vantava un motore più gestibile e inoltre era maggiormente di tendenza. Nonostante il motore abbastanza grintoso, che raggiungeva addirittura i 10 000 giri, il telaio e le sospensioni conservano un'impostazione piuttosto turistica, che rende la moto piuttosto imprecisa e "ballerina" in curva.
Il successo sul mercato nazionale è stato incentivato anche dal fatto che i 350 cm³ erano il limite massimo di cilindrata ammesso per i diciottenni; per le cubature maggiori era necessario aver compiuto il 21º anno di età. Anche meccanicamente presentava delle novità importanti per l'epoca come l'adozione del freno a disco anteriore e dell'avviamento elettrico.
Nonostante sia rimasta in produzione per un breve periodo la CB350F, con la sua sorella maggiore da 400 cm³, figura tra le moto di culto e resta una delle moto di cilindrata minore più sofisticate mai prodotte.